# Агапантия казахстанская
Агапантия казахстанская (лат. Agapanthia kirbyi)  — вид жуков-усачей из подсемейства ламиин.

## Распространение
Распространён в Европе, России, на Кавказе, Туркмении и Передней Азии (Турции, Иране, Израиле и Сирии).

## Описание
Длина тела 14-28 мм. Жуки чёрной окраски. Голова с боков, темя и лоб желтые и серовато-желтые. Переднеспинка по бокам сторон и по середине в с полосами прямостоячих желтых волосков. Щиток в густых желтых волосках.
Жуки активны в мае-июне. Кормовыми растениями личинок являются коровяк высокий, коровяк обыкновенный, коровяк выемчатый, Verbascum chaixii.

## Название
Назван в честь английского энтомолога Уильяма Кирби.